# 314 до н. е.
Рік 314 до н. е. був роком часів до юліанського римського календаря. У Римський імперії був відомий як 440 рік від закладення міста Рим). Деномінація 314 до н. е. для позначення цього року, почала існувати із часів раннього середньовіччя, коли для нумерації років в Європі стала популярною календарна ера Anno Domini.

## Події
- почалася третя війна діадохів

## Померли
- Ксенократ — давньогрецький філософ.